# Brutus Hamilton
Brutus Kerr Hamilton (Peculiar, 19 luglio 1900 – Berkeley, 28 dicembre 1970) è stato un multiplista statunitense.

## Palmarès

### Olimpiadi
- Argento a Anversa 1920 nel decathlon.